# Tirgonide
Tirgonide (in greco antico: Θυργωνίδαι?, Thyrgonídai) era una località dell'antica Attica, accorpata al demo di Afidna; nel 224-223 a.C. fu trasferita, insieme ad Afidna e alle cittadine di Titacide e Perride, dalla tribù Aiantide a quella Tolemaide.
Probabilmente Tirgonide fu elevato al rango di demo solo in età romana, e lo rimase per un breve periodo.